# Niğde
Niğde est une ville de Turquie, préfecture de la province du même nom.
L'ensemble de ses monuments historiques ont été proposés en 2012 pour une inscription au patrimoine mondial et figure sur la « liste indicative » de l’UNESCO dans la catégorie patrimoine culturel.

## Histoire
La stèle d'Andaval (de), à Aktaş, fait référence, en hiéroglyphes louvites, à Saruwanis, Seigneur de Nahitiya, vraisemblablement l'agglomération hittite de Nahite, du royaume de Tuwana, près de la ville actuelle de Niğde.
Kay Qubadh Ier (1197-1237) a fait construire la citadelle de Nigde (de) (vers 1220), et la mosquée Alâeddin de Niğde (de) (vers 1223), toutes deux actuellement au centre ville.
La mosquée "Sungur Bey" a été construite en 1335 par le seigneur mongol "Seyfeddin Sungur". Le bazar attenant est plus récent.
Le musée archéologique de Niğde est riche, entre autres, de la stèle de Niğde (de), néo-hittite,  au grand dieu louvite Tarḫunz (de), et au prince Warpalawa (de) (740-705).

## Sites touristiques
- Mosquée d'Alaeddin (1223)
- Mosquée Süngür Bey (restaurée en 1335)
- Ak Medrese (1409)
- Mausolée de Hündavend Hatun (1312)
- Mosquée Diş (période ottomane)
- Musée de Niğde
- Musée archéologique de Niğde
- à proximité
  - Église de Küçükköy (de)
  - Monastère d'Eskigümüş (en)
  - Complexe d'Öküz Mehmet Pasha (en) (Tracias, Sud)
  - Vallée d'Ihlara (Ihlara/Peristrema, Nord-Ouest), églises rupestres abandonnées
  - cité-État antique de Tyane (Kemerhisar, à Bor (Niğde))

## Jumelage
- Kahramanmaraş (Turquie)
- Melle (Allemagne)

## Galerie

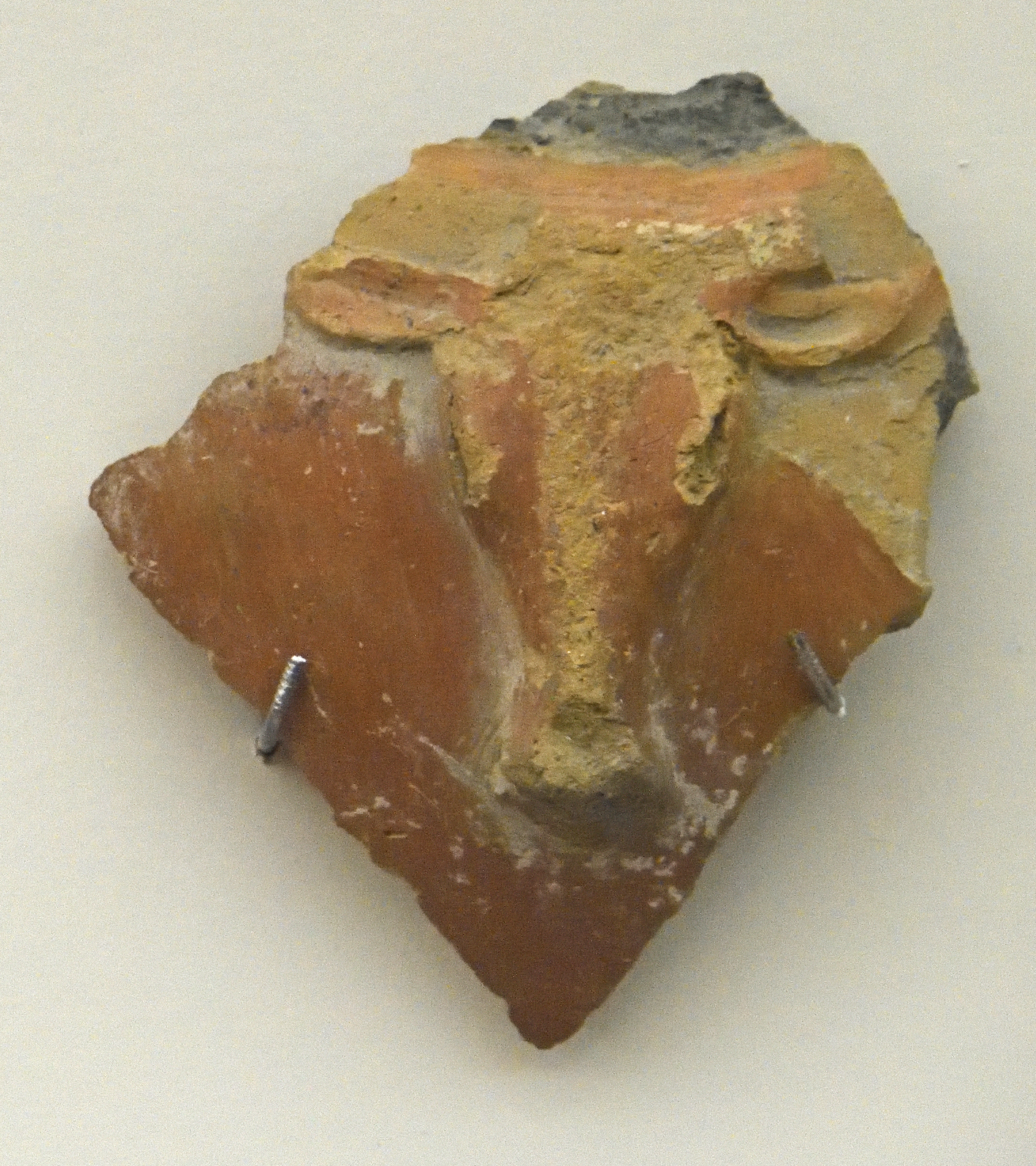
Poterie néolithique
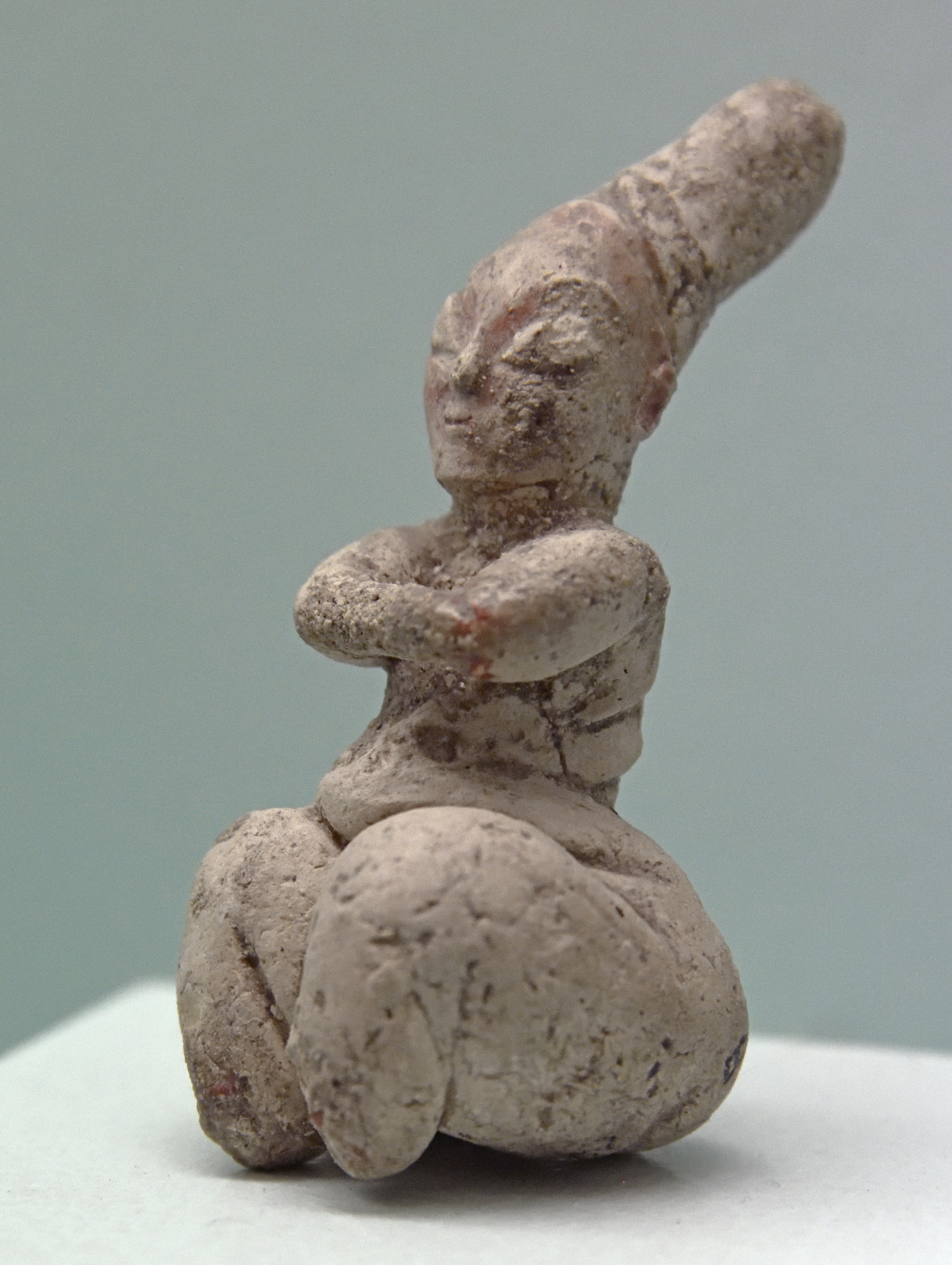
Déesse de la région de Köşk Höyük
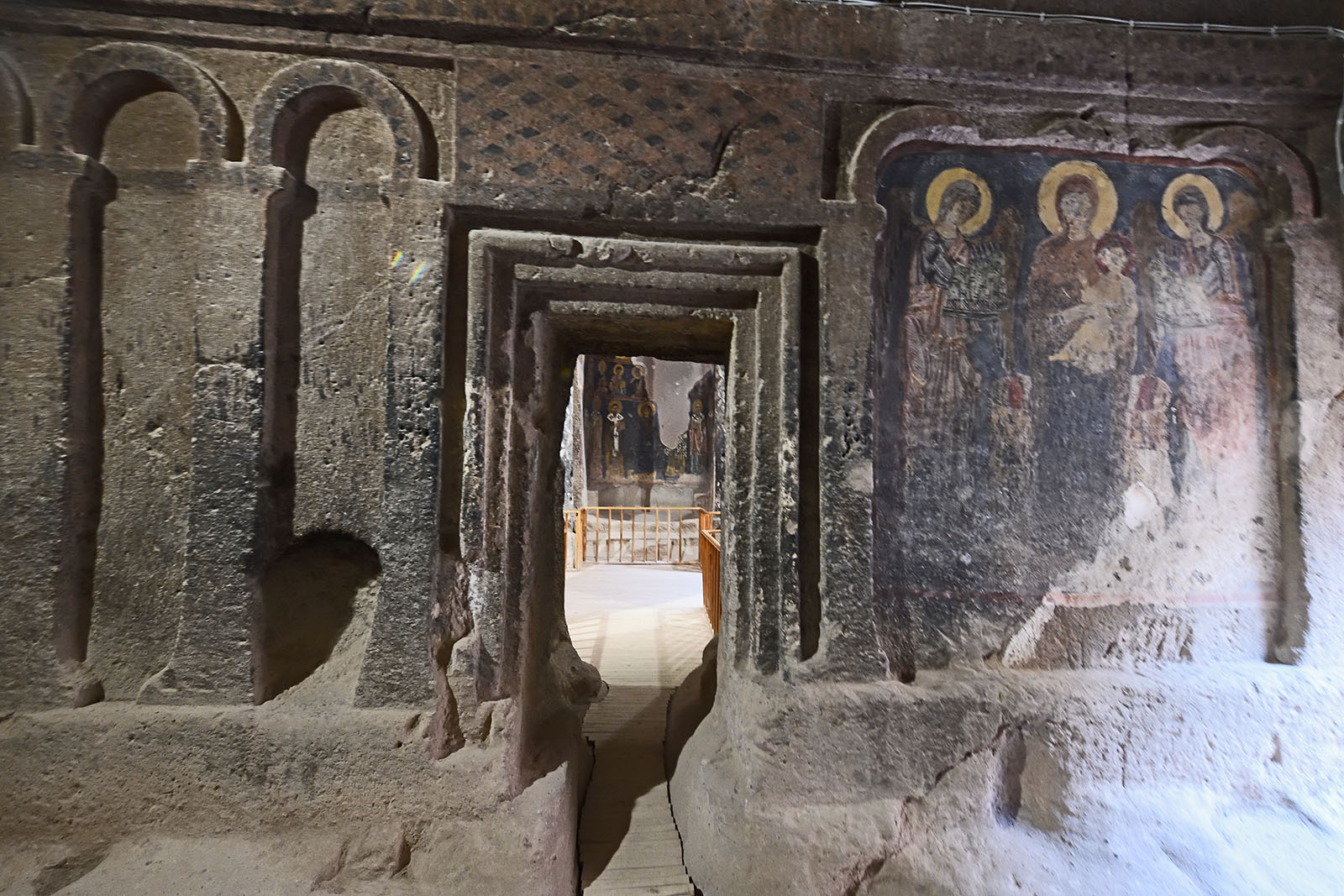
Narthex du monastère de Gümüşler (1182)
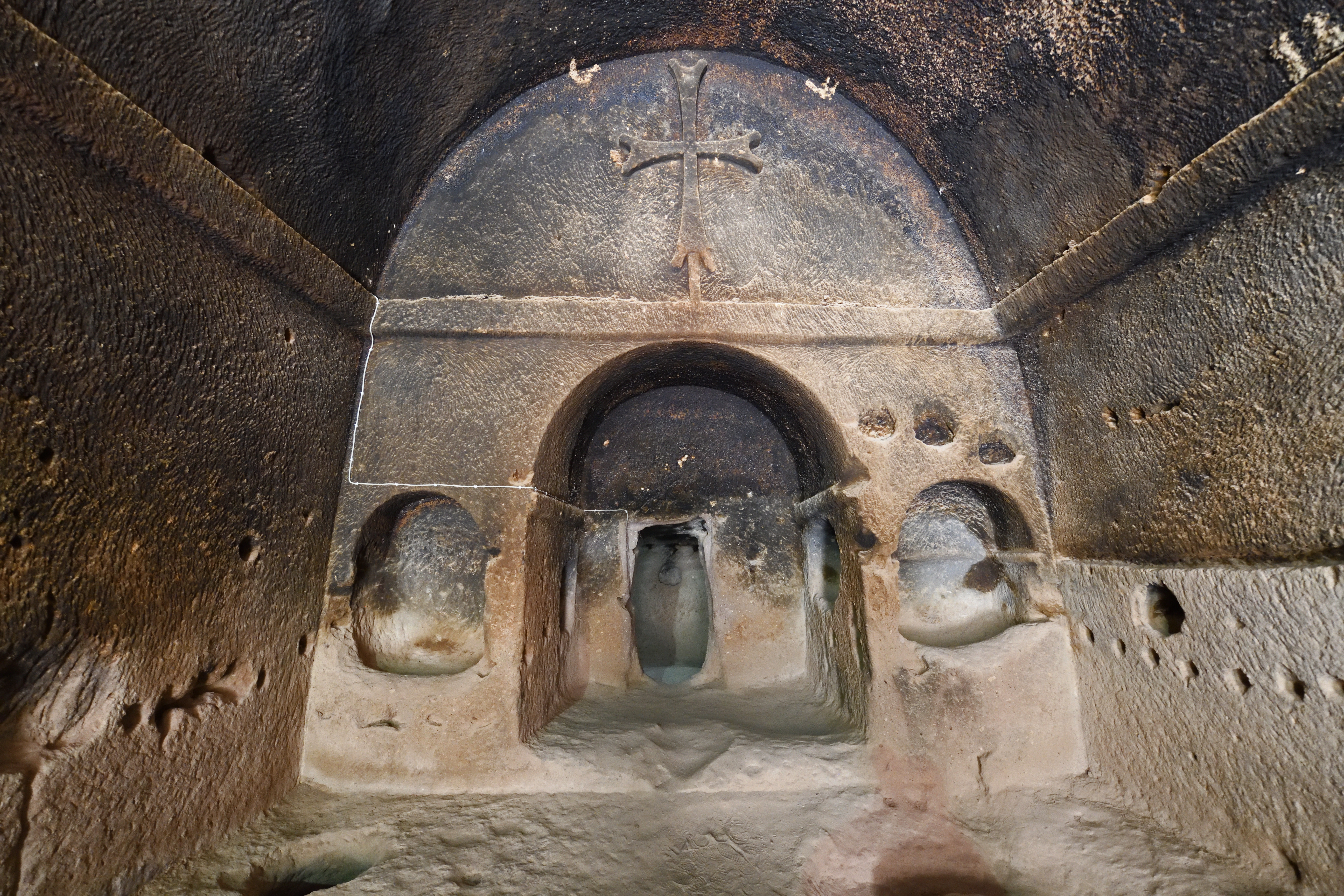
Pièce du monastère de Gümüşler (1206)